# Rozrzutka alpejska
Rozrzutka alpejska (Woodsia alpina (Bolton) S. F. Gray) – gatunek rośliny z rodziny rozrzutkowatych (Woodsiaceae).

## Morfologia i biologia
Bylina, hemikryptofit o wysokości do 20 cm. Liście podwójnie pierzaste o okrągłodeltoidalnych odcinkach. Pod liśćmi zarodnie otoczone zawijką podzieloną na włosowate odcinki. Zarodniki dojrzewają w sierpniu. Pod ziemią krótkie kłącze. Rośnie na miejscach nasłonecznionych, w szczelinach skał, zarówno wapiennych, jak i granitowych. Liczba chromosomów 2n = 156.

## Rozmieszczenie geograficzne
Gatunek arktyczno-górski, występujący tylko na terenach arktycznych półkuli północnej i w wyższych partiach gór. W Polsce gatunek ten podany został tylko z pojedynczych stanowisk w Sudetach (w Małym Śnieżnym Kotle w Karkonoszach) i trzech w Tatrach: Koński Żleb (ok. 1100–1200 m n.p.m.), Suchy Wierch (1480 m) i Ceprostrada (1900 m). W słowackich Tatrach podano 12 jej stanowisk.

## Zagrożenia i ochrona
Kategorie zagrożenia gatunku:
- Kategoria zagrożenia w Polsce według Czerwonej listy roślin i grzybów Polski (2006)[5]: E (wymierający); 2016: CR (krytycznie zagrożony)[6].
- Kategoria zagrożenia w Polsce według Polskiej czerwonej księgi roślin[7][8]: CR (krytycznie zagrożony).

Gatunek jest w Polsce zagrożony z racji rzadkości swojego występowania, ponadto stanowisko znajdujące się przy Ceprostradzie jest narażone na zadeptanie. Stanowisko w Końskim Żlebie jest monitorowane.